# Ellie Gall
Ellie Gall (* 5. Mai 1996 in Manly, Sydney, New South Wales) ist eine australische Schauspielerin. Sie ist vor allem für ihre Rolle als Catherine Langford in der Science-Fiction-Web-Serie Stargate Origins bekannt.

## Leben
Gall wuchs mit ihren Eltern Marty Gall und Di Gall sowie ihren Geschwistern Jacob Gall und Liv Gall in Manly auf. Ihr Debüt gab Gall in CIA: Crime Investigation Australia, in der sie die Rolle von Sian Kingi verkörperte. Anschließend wirkte Gall in 16 Folgen von Puberty Blues. Nach weiteren Rollen als Haupt- und Nebendarstellerin in Fernsehserien und Kurzfilmen steigerte Gall mit Stargate Origins: Catherine (2018), Stargate Origins (2018) und Blind (2019) ihren Bekanntheitsgrad. Gall lebt derzeit in Los Angeles.